# Sona Lakhoyan Olivier
Sona Lakhoyan Olivier est une femme politique québécoise, élue députée de Chomedey à l'Assemblée nationale du Québec sous la bannière du Parti libéral du Québec lors des élections générales du 3 octobre 2022.

## Biographie

### Enfance et famille
Sona Lakhoyan Olivier naît à Beyrouth, au Liban en 1961, de parents d'origine arménienne nés en Syrie, à Alep. Fille d'un père rembourreur et athlète Puzant Lakhoyan, et d'une mère femme au foyer, Marie Lakhoyan, elle passe ses quinze premières années au Liban. Elle immigre ensuite au Québec avec ses parents, son frère Hagop et sa sœur Zepure. En 1995, Sona Lakhoyan Olivier se marie avec Marc Olivier, un Québécois. Elle devient par la suite mère de deux filles, Sevana et Ariana Olivier. Sona Lakhoyan Olivier jongle entre les rôles de mère, d'épouse et de femme politique 

### Formation
Elle poursuit ses études jusqu'au niveau universitaire à l'Université Concordia, où elle obtient un baccalauréat en sciences politiques et une mineure en langues. De plus, en deuxième cycle, elle est diplômée en administration publique.
Avant de se consacrer à sa carrière politique à temps plein, elle travaille pour le Casino de Montréal de 1993 à 2019 en tant qu'hôte administrative, et à Loto-Québec aux jeux en ligne de 2019 jusqu’à son élection en 2022.

### Engagement communautaire
Sona Lakhoyan Olivier, depuis son jeune âge, endosse une multitude de rôles au sein de sa communauté. Elle croit depuis toujours que l'engagement communautaire est nécessaire pour le bon développement de la société. D'une part, elle se retrouve impliquée dans les systèmes médicaux et éducatifs en tant que commissaire élue à la Commission scolaire de Laval de 2007 à 2014 et vice-présidente du conseil d'administration pour la Fondation Cité de la Santé de Laval de 2011 à 2013.

### Athlétisme
D'autre part, elle consacre la majorité de sa vie à l'athlétisme, c'est pourquoi elle accorde une grande importance à l'activité physique dans ses projets. Athlète pour l'Association sportive arménienne de Montréal (Homenetmen Gamk), ses disciplines sont le 400 mètres, 800 mètres et 1 500 mètres. En effet, elle établit même un record dans la discipline de 800 mètres à l’âge de 17 ans. Par la suite, dû à ses années d'expérience, elle est devenue coach d'athlétisme pour l'Association et a même l'opportunité de participer à l'organisation des Olympiades arméniennes de 2018 à Laval. Son amour pour le sport la pousse à fonder, en 2016, l'Union générale sportive arménienne de Laval avec son père et d'autres passionnés. Plus tard, elle occupe le poste de présidente de l'association jusqu'en 2019, devenant ainsi la première femme à exercer cette fonction.

### Carrière politique
Sona Lakhoyan Olivier entame ses premiers pas dans la sphère politique en intégrant la Commission jeunesse du Parti libéral du Québec. Parallèlement, elle a l'opportunité d'être la première vice-présidente jeune de l'exécutif auprès du député de Laurier-Dorion, Christos Sirros. Par la suite, elle devient vice-présidente de l'Association libérale de Chomedey en 2007, un rôle qu'elle remplit jusqu'en 2018.
Le 8 août 2022, elle est nommée lors d'une investiture, pour représenter le Parti libéral du Québec aux élections provinciales de 2022 dans la circonscription de Chomedey. Le 3 octobre 2022, elle remporte l'élection et devient députée à l'Assemblée nationale du Québec de la circonscription.
En tant que députée, elle endosse les rôles de :
- Vice-présidente de la Délégation de l’Assemblée nationale pour les relations avec le Shandong depuis le 20 février 2023
- Vice-présidente de la Délégation de l’Assemblée nationale pour les relations avec Kyoto depuis le 20 février 2023
- Membre de la Commission de l’économie et du travail depuis le 2 décembre 2022
- Membre du Bureau de l’Assemblée nationale depuis le 1 décembre 2022
- Porte-parole de l’opposition officielle en matière de tourisme depuis le 27 octobre 2022
- Porte-parole de l’opposition officielle responsable de la région de Lanaudière depuis le 27 octobre 2022
- Porte-parole de l’opposition officielle responsable de la région des Laurentides depuis le 27 octobre 2022

## Résultats électoraux
|                                                                                               | Nom                   | Parti            | Nombre de voix | %      | Maj.  |
| --------------------------------------------------------------------------------------------- | --------------------- | ---------------- | -------------- | ------ | ----- |
|                                                                                               | Sona Lakhoyan Olivier | Libéral          | 11 895         | 36,5 % | 3 199 |
|                                                                                               | George Platanitis     | Coalition avenir | 8 696          | 26,7 % | -     |
|                                                                                               | Konstantinos Merakos  | Conservateur     | 6 467          | 19,9 % | -     |
|                                                                                               | Zachary Robert        | Québec solidaire | 2 570          | 7,9 %  | -     |
|                                                                                               | Rachid Bandou         | Parti québécois  | 2 343          | 7,2 %  | -     |
|                                                                                               | Sahbi Nablia          | Vert             | 311            | 1 %    | -     |
|                                                                                               | Federica Gangai       | Bloc Montréal    | 290            | 0,9 %  | -     |
| Total                                                                                         | Total                 | Total            | 32 572         | 100 %  |       |
| Le taux de participation lors de l'élection était de 54,5 % et 479 bulletins ont été rejetés. |                       |                  |                |        |       |